# Shunta Nagai
Shunta Nagai (født 12. juli 1982) er en tidligere japansk fodboldspiller.
Han har spillet for flere forskellige klubber i sin karriere, herunder Kashiwa Reysol.